# اللهجات الدرنتية
اللهجات الدرنتية (Drèents أيضاً Dreins ،Dreints ،Drents ،Drints؛ وبالهولندية: Drents) هو مصطلح جمعي للهجات المحكية في درنته، وهي مقاطعة بهولندا. وهذه اللهجات مازال نصف سكان درنته يتحدثوا بها، وهي تنويعة من الساكسونية الهولندية الدنيا.